# 長峰宏芳
長峰 宏芳（ながみね ひろよし、1942年9月8日- ）は、日本の政治家。自由民主党所属の元埼玉県議会議員（7期）。旭日中綬章受章。

## 経歴
埼玉県入間郡鶴ヶ島村（現・鶴ヶ島市）生まれ。製茶業を営む家に生まれた。埼玉県立川越高等学校を卒業後、家業の製茶業を継いだ。
1972年に鶴ヶ島町議会議員に当選。以後通算25年務めた。市制移行後には初代市議会議長を務めた。
1997年に自由民主党公認で埼玉県議会議員西12区（鶴ヶ島市）補欠選挙に出馬し当選。以後7期連続当選。県議会議長、県議会副議長、自民党埼玉県議会議員団長、自民党県連政務調査会長等歴任。

## 政歴
- 1972年 鶴ヶ島町議会議員選挙に出馬、以後連続7回当選
- 1991年 鶴ヶ島町の市制施行に伴い鶴ヶ島市議会議員となり、鶴ヶ島市議会議長に就任（～1993年）
- 1997年 埼玉県議会議員西12区（鶴ヶ島市）補欠選挙に自由民主党公認で立候補し初当選
- 2005年 埼玉県議会副議長に就任
- 2005年 自由民主党埼玉県議会議員団長に就任
- 2014年 埼玉県議会議長に就任

## 現在の役職
- 財団法人埼玉県公園緑地協会理事
- 埼玉県農業会議常任会議員
- 社団法人日本茶業中央会理事
- 社団法人全国茶生産団体連合会常任理事
- 社団法人埼玉県茶業協会長
- 鶴ヶ島市若葉駅西口土地区画整理審議会会長
- 鶴ヶ島市商工会会長
- 西入間交通安全協会理事

## 栄典
- 2024年4月 令和6年春の叙勲で旭日中綬章を受章[1]